# Шамовка (Кировоградская область)
Шамовка — упразднённое село, вошедшее в состав села Дмитровка Кировоградской области Украины. Топоним сохранился в названии улицы Шамовская в Дмитровке. 

## История
В 1760 году Иван Хорват (по другим данным основано Самуилом Хорватом) основал на левой стороне реки Рудой, при впадении её у правого берега Ингулеца село Шамовку.
В 1774 году Иоганн Антон Гюльденштедт описал Шамовку во время своего путешествия по югу России как слободу, стоящую на берегу ручья Рудая, немного выше его устья, из 40 домов и принадлежащую майору Хорвату, который построил там мельницу.
В 1786 или в 1787 году в селе была построена деревянная церковь Рождества Богородицы. Большой ремонт церкви был проведён в 1844 году, а иконостас обновлён в 1852 году. Рядом с церквью был разбит фруктовый сад, в котором имелась груша в два обхвата окружности, развесистая и плодовитая, посаженная по всей видимости, ещё при основании села.
На берегу реки Рудой владельцами Шамовки был разбит сад с огородами, парниками и оранжереями.
В 1856 году Шамовка продолжала числиться за Хорватами, и со 104 крестьянскими дворами относилась ко 2-му стану Александрийского уезда Херсонской губернии.
В конце XIX века в селе числилось 220 душ мужского пола.
Известно, что в Шамовке был обнаружен курган с могильником, при раскопках которого были обнаружены то ли железный меч, то ли каменный топор и вазу.

## Известные уроженцы, жители
- Арсений (Иващенко) (1831—1903) — христианский писатель, агиограф, историк, византинист, епископ Русской православной церкви.
- Сергей Георгиевич Зубкович (1923—2009) — советский учёный, один из основателей российской радиолокации.
- Василий Харламович Шкафер (1919—1978) — Герой Социалистического Труда.[8]
- Щербина, Аким Аполлонович (1891, Шамовка — 1943, Шамовка) — советский подпольщик.